# Edita Morris
Edit (Edita) Dagmar Emilia Morris, född Toll den 5 mars 1902 i Örebro, död 15 mars 1988 i Paris, var en svensk-amerikansk författare och fredsaktivist.

## Biografi
Edita Morris var dotter till den adlige agronomen Reinhold Toll och hans hustru Alma Prom-Möller och den yngsta av fyra systrar. Då hon var liten flyttade familjen till England. Föräldrarna skilde sig och Edita Morris bodde växelvis på landet hos sin mormor i Skåne och i Stockholm med sin, som hon senare skrev, hårda och viljekraftiga mor. Hennes uppväxt präglades av moderns ambitioner att trots fattigdom leva upp till sin adliga börd. Den förlovning med en svensk adelsman som Edita Morris ingick bröts emellertid då hon träffade den amerikanske journalisten och författaren Ira Morris, vars far var envoyé i Stockholm.

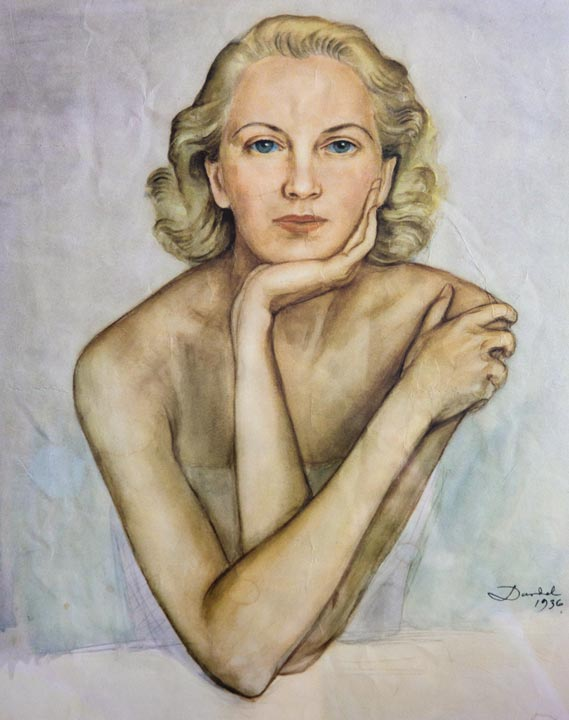
Edita Morris porträtterad av Nils Dardel.

Edita Morris gifte sig med Ira Morris 1925. De fick som giftermålsgåva av den mycket förmögne svärfadern ett slottsliknande hus i byn Nesles-la-Gilberde några mil utanför Paris. Samma år föddes sonen Ivan. Makarna blev så småningom något av globetrotters och skaffade sig hem på flera olika ställen i världen. Under 1930-talet tillbringade de mycket tid i Paris, där Edita Morris inledde ett förhållande med den svenske konstnären Nils Dardel. Hon förekommer på flera av hans målningar, bland annat "Flickan med facklan". Det var dock en kärlek med förhinder och en av Dardels målningar av henne har titeln "Brustet hjärta". Då makarna Morris reste till USA i samband med andra världskrigets utbrott följde han dock med dem och han och Edita Morris gjorde tillsammans flera resor till Sydamerika.
Edita Morris inledde sin karriär som författare med noveller i tidskrifterna The Atlantic Monthly och Harper’s Bazaar. Hennes första roman My darling from the Lions utkom 1943. Hennes produktion är omfattande och flera av hennes böcker har utkommit på svenska. Till dem hör de självbiografiska böckerna Tvångströjan, 1978, och Sjuttioåriga kriget, 1980. Hennes mest internationellt berömda roman är The Flowers of Hiroshima, 1959 (på svenska Hiroshimas blommor, 1985). Den inspirerades av hennes son Ivans erfarenheter från sin japanska militärtjänstgöring under andra världskriget, då denne besökte Hiroshima omedelbart efter det att amerikanarna släppt sin atombomb över staden. Boken tilldelades Albert Schweitzer Prize for Humanitarianism 1961. Den har blivit såväl opera som film och översatts till 39 språk.
Tillsammans med sin man kom Edita Morris att ägna en stor del av sitt liv åt att arbeta med fredsfrågor. De var aktivt engagerade kärnvapenmotståndare och många gånger på kollisionskurs med den förhärskande politiken i USA under kalla kriget. De besökte Hiroshima 1953 och lät inrätta ett vilohem för Hiroshimabombens offer som öppnade 1957.
Edita Morris avled i Paris 1988. Hon är begravd tillsammans med sin man och sin son i byn Nesles-la-Gilberde.

## Edita & Ira Morris Hiroshima Foundation for Peace and Culture
Efter Edita Morris död instiftades Edita & Ira Morris Hiroshima Foundation for Peace and Culture som årligen delar ut ett internationellt freds- och kulturpris instiftat till deras minne. Första året delades priset mellan distriktssköterskan Kerstin Blomberg, juristen och aktivisten för mänskliga rättigheter Jesús Alcalá, journalisten Eva Moberg, filosofen Harald Ofstad och filmregissören Peter Watkins.